# Lathyarcha
Lathyarcha är ett släkte av spindlar. Lathyarcha ingår i familjen Desidae.
Kladogram enligt Catalogue of Life:
| Lathyarcha | \| \| Lathyarcha cinctipes \| \| \| \| \| \| Lathyarcha inornata \| \| \| \| \| \| Lathyarcha tetrica \| \| \| \| |
|            | \| \| Lathyarcha cinctipes \| \| \| \| \| \| Lathyarcha inornata \| \| \| \| \| \| Lathyarcha tetrica \| \| \| \| |
|            | Lathyarcha cinctipes                                                                                              |
|            | |
|            | Lathyarcha inornata                                                                                               |
|            | |
|            | Lathyarcha tetrica                                                                                                |
|            | |